# Zalduondo
Zalduondo är en kommun i Spanien. Den ligger i Álavaprovinsen i södra delen av den autonoma regionen Baskien i norra delen av landet, 300 km norr om huvudstaden Madrid. Antalet invånare är 194 (2024). Arean är 11,89 kvadratkilometer.